# Віеремя
Віеремя (фін. Vieremä) — місто і муніципалітет в Фінляндії.
Знаходиться в провінції Східна Фінляндія і є частиною провінції Північна Савонія. Населення муніципалітету станом на 31 жовтня 2010 року становить 3985 мешканців і займає територію в 973,39 км², з якої 48,2 км² водної поверхні. Густина населення 4,31 мешканців на км². Мова населення муніципалітету переважно фінська.